# Tryssogobius quinquespinus
Tryssogobius quinquespinus är en fiskart som beskrevs av Randall 2006. Tryssogobius quinquespinus ingår i släktet Tryssogobius och familjen smörbultsfiskar. Inga underarter finns listade i Catalogue of Life.